# Sándor Gánóczy (Journalist)
Sándor Gánóczy, Pseudonym Secans (geboren 10. September 1861 in Kassa; gestorben 9. August 1938 in Pozsonypüspöki) war ein Landvermessungsingenieur, Kartograf, Journalist und Schriftsteller, Fotograf und Kunstzeichner.

## Leben
Sándor Gánóczy war Spross einer alten Dynastie von Kulturschaffenden. Er war der Großvater väterlicherseits der ungarischen Malerin Mária Gánóczy.
Von 1880 bis 1881 besuchte er für lediglich zwei Semester die Königlich-Ungarische Joseph-Universität für Technik und Wirtschaftswissenschaften in Budapest, die er ohne Abschluss verließ.
Anschließend bereiste er den Großteil seines Lebens Landschaften vor allem von Ungarn, um diese zu vermessen und zu kartografieren. Er begann als Landvermesser der Landeskatastervermessung in Kassa, dann Mezőtúr, Szentes und Kisújszállás, 1882 bis 1883 Karcag und 1883 bis 1891 Eger. Das so gewonnene Material wurden 1891 bis 1893 in Eger veröffentlicht. Zudem wirkte er um Szatmárnémeti.
Von 1893 war Gánóczy als Ingenieurassistent tätig. Nachdem er 1895 kurzzeitig als Landvermesser der 9. Bauinspektion in Budapest gearbeitet hatte, wurde er im selben Jahr zum außerordentlichen Ingenieur und Landvermesser der Landesvermessungsabteilung des königlich ungarischen Finanzministeriums in Budapest berufen.
Von 1896 bis 1908 leitete er zudem die seinerzeit einzige ungarische Landvermessungszeitschrift Kataszteri Közlöny.
Von 1908 bis 1925 leitete er die Katasterkarten-Bibliothek von Bratislava. Während einer Unterbrechung nach dem Ersten Weltkrieg, nachdem ihm die neue Regierung kurzzeitig sein Amt entzogen hatte, arbeitete er von 1919 bis 1920 als Mitarbeiter in der staatlichen Landvermessung der Tschechoslowakei.
Als Direktor der ungarischen Landesvermessung befasste er sich unter anderem mit Bodenpolitik, Klassifizierung und Nachlassplanung.
Nach seiner Pensionierung im Jahr 1925 blieb Gánóczy in Bratislava. Doch erst im Alter von 71 Jahren begann er schöpferisch tätig zu werden und schuf beispielsweise zahlreiche Federzeichnungen. Einige davon wurden in jüngerer Zeit von dem Kunsthistoriker Csaba T. Reisz in der Fachzeitschrift Catastrum publiziert.
Gánóczy trat dem in Bratislava ansässigen Literaturkreis Toldi bei. Einige seiner Romane veröffentlichte er unter dem Pseudonym Secans. Daneben betätigte er sich als Hobbyfotograf und gewann für seine Aufnahmen mehrere Preise.